# Marble Skies
Marble Skies è il terzo album in studio del gruppo musicale rock britannico Django Django, pubblicato il 26 gennaio 2018.

## Tracce
1. Marble Skies – 4:26
2. Surfare to Air (feat. Self Esteem) – 3:41
3. Champagne – 4:43
4. Tic Tac Toe – 3:55
5. Further – 3:21
6. Sundials – 4:01
7. Beam Me Up – 3:52
8. In Your Beat – 3:49
9. Real Gone – 5:50
10. Fountains – 3:02